# Prix Rambert
Le prix Eugène-Rambert est un prix littéraire, créé en 1898 par la section vaudoise de la Société suisse d’étudiants de Zofingue. Plus ancien prix littéraire romand, il est décerné tous les trois ans à un auteur suisse d'expression française. Il est parvenu à couronner la presque totalité des écrivains qui ont fait l'histoire de la littérature en Suisse romande,.

## Le plus ancien prix littéraire romand
À sa fondation, la Section vaudoise de Zofingue ne voyait dans la littérature qu'un moyen permettant de dépasser le régionalisme et de restaurer les libertés perdues à la suite de la Restauration. Il en résulta que la littérature avait comme objectif premier l'exaltation de la partie, de ses beautés et de sa grandeur. Ce n'est qu'après 1840, notamment sous l'impulsion d'Eugène Rambert ou d'Henri Durand que les écrits prennent une autre dimension, plus littéraire, et délaissent petit à petit leur seul but patriotique, mais embrassent également des préoccupations d'ordre moral et glorifient l'environnement montagnard,. Petit à petit, la littérature prit une place importante dans la vie de la Section vaudoise de Zofingue, si bien que dans les années qui précèdent la création du prix Eugène Rambert (1898), des auteurs tels que Henri Warnery, Samuel Cornut ou Eugène Rambert lui-même présentaient leurs textes au sein de la Section.
À la mort de Rambert en 1886, actif dans la société de 1849 à 1853 et dans laquelle il publia ses premiers écrits, Zofingue décide d'honorer sa mémoire. Renonçant à l'érection d'un monument, les zofingiens décident de créer une distinction littéraire portant son nom,. Le règlement d'origine prévoit que « le prix sera alloué à l'ouvrage qui, écrit par un Suisse et en français (…), aura été jugé le plus méritant par le jury, quelle que soit la matière traitée, pourvu que le travail ait une valeur littéraire ».
C'est en 1903 que le prix est décerné pour la première fois. Il est attribué, à titre posthume, à Henri Warnery pour Le Peuple vaudois, marqueur de l'esthétique patriotique alors en vogue au sein de la Section vaudoise de Zofingue. Cependant, les jurés s'affranchissent rapidement de cette esthétique afin de couronner des ouvrages pour leurs seules qualités littéraires,. Dès 1926, selon l'historien de la littérature Yves Bridel, les critères littéraires s'imposent. 
Depuis lors, le prix est remis régulièrement, tous les trois ans, hormis une exception liée à la Première guerre mondiale (Prix en 1915 puis 1920). C.-F. Ramuz fut couronné deux fois (1912 et 1923), Pierre Kohler également (1920 et 1932). Beaucoup de noms prestigieux figurent également parmi les auteurs primés : Philippe Jaccottet, Charles-Albert Cingria, pour son Pétrarque, Robert Pinget, Paul Budry, Denis de Rougemont, Gustave Roud, Jacques Mercanton, Catherine Colomb, Jean Starobinski, pour L’Invention de la Liberté, Nicolas Bouvier, pour Japon, Jean Vuilleumier, Étienne Barilier, Claude Delarue ou Anne-Lise Grobéty.
En 2010, sous l’impulsion d’un jury largement renouvelé et comptant une forte proportion de jeunes (deux tiers des membres sont âgés de moins de trente-cinq ans), le prix a entamé une collaboration avec le Centre de recherches sur les lettres romandes (CRLR) de l’Université de Lausanne. Parallèlement, le prix Eugène-Rambert a lancé des changements structurels, avec la création d’une association du prix Eugène-Rambert, afin de rendre le prix plus visible, d’assurer son indépendance juridique et d’adapter ses structures aux exigences de transparence et de gouvernance actuelles.

## Lauréats
- 1903 Henri Warnery pour Le Peuple vaudois (Payot et Cie, 1903)
- 1906 Paul Seippel (de) pour Les Deux Frances et René Morax pour La Nuit des quatre temps
- 1909 Philippe Godet pour Madame de Charrière et ses amis et Samuel Cornut pour La Trompette de Marengo
- 1912 Charles-Ferdinand Ramuz pour Aimé Pache, peintre vaudois, (Arthème Fayard, 1911) et Benjamin Vallotton pour La Moisson est grande
- 1915 Henry Spiess pour Le Visage ambigu
- 1920 Robert de Traz pour La Puritaine et l'amour et Pierre Kohler pour Madame de Staël et la Suisse[12]
- 1923 Charles-Ferdinand Ramuz pour Passage du poète, (L'Acacia, 1923)
- 1926 Edmond Gilliard pour Rousseau et Vinet individus sociaux
- 1929 Paul Budry pour Le Hardi chez les Vaudois et Trois hommes dans une Talbot
- 1932 Pierre Kohler pour L'Art de Ramuz (1929)[12]
- 1935 Charles-Albert Cingria pour Pétrarque (Payot, 1932) et Pierre Beausire pour Œuvres
- 1938 Denis de Rougemont pour Journal d'un intellectuel en chômage
- 1941 Gustave Roud pour Pour un Moissonneur (1941)
- 1944 Jacques Mercanton pour Thomas l’incrédule
- 1947 Pierre-Louis Matthey pour Vénus et le Sylphe
- 1950 Albert Béguin pour Patience de Ramuz
- 1953 Maurice Chappaz pour Testament du Haut-Rhône (Éd. Rencontre, 1953)
- 1956 Philippe Jaccottet pour L'Effraie
- 1959 Robert Pinget pour Le Fiston (1959)
- 1962 Catherine Colomb pour Le Temps des anges (1962)
- 1965 Jean Starobinski pour L'Invention de la liberté
- 1968 Nicolas Bouvier pour Japon[13]
- 1971 Anne Perrier pour Lettres perdues (Payot, 1971)
- 1974 Jean Vuilleumier (de) pour L'Écorchement (Éditions de L'Aire, 1972)
- 1977 Jean-Marc Lovay pour Les Régions céréalières (Gallimard, 1976)
- 1980 Étienne Barilier pour Prague
- 1983 Claude Delarue pour L'Herméneute (L’Âge d’homme) et La Chute de l'ange (Balland)
- 1986 Anne-Lise Grobéty pour Pour mourir en février (Bernard Campiche éditeur) et Zéro positif (Bernard Campiche éditeur) et La Fiancée d'hiver (Bernard Campiche éditeur)
- 1989 Jacques-Michel Pittier pour Les Forçats et New-York Caligramme
- 1992 Jean Romain pour Les Chevaux de la pluie (Éditions de l'Aire, 1991)
- 1995 Jacques-Étienne Bovard pour Demi-Sang Suisse (Bernard Campiche éditeur, 1994)
- 1998 Jean-François Sonnay pour La Seconde Mort de Juan de Jesus (Bernard Campiche Éditeur, 1997)
- 1998 Prix du Centenaire Yvette Z'Graggen pour Matthias Berg (Éditions de L’Aire) et Ciel d'Allemagne (Éditions de L’Aire)
- 2001 Corinne Desarzens pour Bleu diamant (Éditions de l'Aire).
- 2004 Thomas Bouvier pour Demoiselle Ogata (Éditions Zoé, 2002)
- 2007 Marielle Stamm pour L’Œil de Lucie (Éditions de L’Aire)
- 2010 Pascale Kramer pour L'Implacable Brutalité du réveil (Éditions Mercure de France, 2009)
- 2013 Marie-Jeanne Urech pour Les Valets de nuit (Éditions de l'Aire, 2010)
- 2016 Philippe Rahmy pour Allegra (Éditions La Table Ronde, 2016)
- 2019 Michel Layaz pour Sans Silke (Éditions Zoé, 2019)
- 2022 Claire Genoux pour Giulia (BSN Press, 2019)

Il ressort de cette liste que les jurés successifs du prix Rambert ont su déceler les talents des auteurs avant qu'ils soient unanimement reconnus, mais du temps de leur premier écrits,.

### Jury
Le jury est composé, selon les statuts du Prix, d'au moins sept personnes. Si jusqu'en 1915, le jury n'était composé que de vieux-zofingiens (soit de membres de Zofingue ayant fini leurs études), il s'est petit à petit ouvert aux zofingiens actifs (soit ceux encore aux études) et il est possible aujourd'hui qu'une personne non membre de la société d'étudiants de Zofingue siège dans ledit jury.
Présidents du jury Rambert (les dates correspondent à l'année de remise du Prix) :
- 2025 : Nicolas Reymond
- 2019-2022 : Rémy-Pierre de Blonay
- 2007-2016 : Olivier Klunge
- 1998-2004 : Jean-François Bonard
- 1995 : Antoine Chappuis
- 1974 : Claude-Alain Mayor